# Villareal (Samar)
Villareal é um município de  quarta classe de renda municipal (d) na província Samar, nas Filipinas. De acordo com o censo de 1 de maio  de  2020 possui uma população de 27 394 pessoas e 6 242 domicílios.